# Michael Arroyo
Michael Antonio Arroyo Mina (Guayaquil, 23 april 1987) is een Ecuadoraans voetballer die doorgaans speelt als aanvaller. In maart 2024 verruilde hij Naranja Mekánica voor CA Espartanos. Arroyo maakte in 2010 zijn debuut in het Ecuadoraans voetbalelftal.

## Clubcarrière
Arroyo speelde in de jeugd van CS Emelec. Bij die club brak hij ook door, maar nadat hij in september 2007 positief werd getest op marihuana, werd hij voor twee jaar geschorst. Begin 2009 mocht hij weer spelen en hij verkaste naar Deportivo Quito, waar hij anderhalf seizoen speelde. Op 28 mei 2010 werd Arroyo aangetrokken door het Mexicaanse Club San Luis, waar hij twee jaar speelde alvorens te vertrekken naar competitiegenoot CF Atlante. In de zomer van 2012 werd hij voor twee jaar verhuurd aan Barcelona SC. In 2014 keerde de aanvaller terug. Hij wordt door Atlante verhuurd aan Club América. Met deze club werd hij kampioen van de eerste seizoenshelft (apertura) door in de finale op 14 december 2014 met 3–0 te winnen van Tigres UANL. Arroyo maakte het eerste doelpunt in deze wedstrijd. Begin 2018 stapte Arroyo over van Grêmio naar Barcelona SC. Drie jaar later vertrok hij daar, om anderhalf jaar later voor Naranja Mekánica te tekenen. Arroyo verkaste in maart 2024 naar CA Espartanos.

## Interlandcarrière
Arroyo maakte zijn debuut in het Ecuadoraans voetbalelftal op 8 mei 2010, toen met 0–0 werd gelijkgespeeld tegen Mexico. Op 3 juni 2014 werd bekend dat de aanvaller was opgeroepen voor de Ecuadoraanse selectie op het WK 2014 in Brazilië. Arroyo speelde mee in twee groepswedstrijden op het toernooi.

## Erelijst
| Competitie        |                 |                  |                 |                 |
| Competitie        | Aantal          | Jaren            |                 |                 |
| Deportivo Quito   | Deportivo Quito | Deportivo Quito  | Deportivo Quito | Deportivo Quito |
| ----------------- | --------------- | ---------------- | --------------- | --------------- |
| Serie A           | 1               | 2009             |                 |                 |
| Barcelona SC      |                 |                  |                 |                 |
| Serie A           | 2               | 2012, 2020       |                 |                 |
| Club América      |                 |                  |                 |                 |
| Liga MX           | 1               | 2014/15          |                 |                 |
| Liga de Campeones | 2               | 2014/15, 2015/16 |                 |                 |
| Grêmio            |                 |                  |                 |                 |
| Copa Libertadores | 1               | 2017             |                 |                 |